# 阿尔戈奈
阿尔戈奈（法語：Argonay，法語發音：[aʁɡɔnɛ] ⓘ）是法国上萨瓦省的一个市镇，位于该省西南部，省会阿讷西市区东北，属于阿讷西区。阿尔戈奈是阿讷西城市公共社区的重要组成部分，和阿讷西市区无缝对接。

## 地理
阿尔戈奈（45°56'43"N, 6°8'25"E）面积5.16 平方千米，位于法国奥弗涅-罗讷-阿尔卑斯大区上萨瓦省，该省份为法国东部省份，历史上为薩伏依的一部分，北与瑞士接壤，西接安省，南至萨瓦省，东与瑞士和意大利接壤。
与阿尔戈奈接壤的市镇（或旧市镇、城区）包括：维拉兹、阿讷西、菲利耶尔。
阿尔戈奈的时区为UTC+01:00、UTC+02:00（夏令时）。

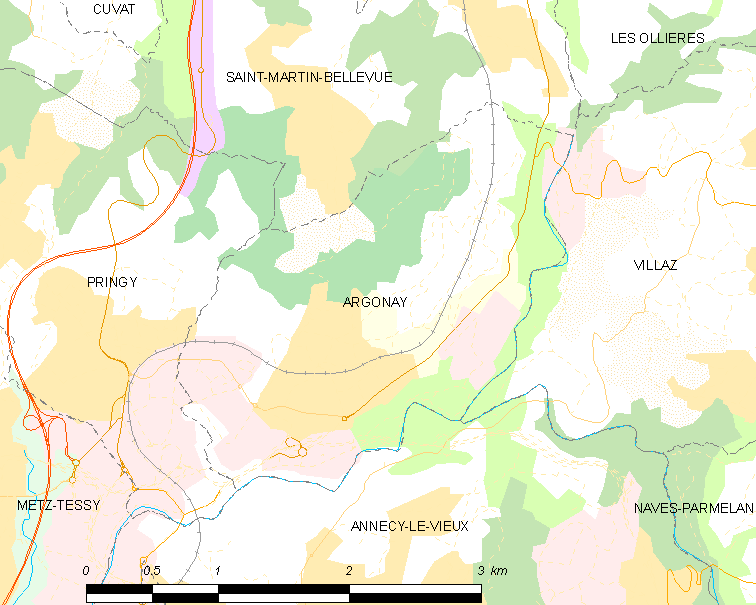
阿尔戈奈的OSM定位图

## 行政
阿尔戈奈的邮政编码为74370，INSEE市镇编码为74019。

## 政治
阿尔戈奈所属的省级选区为阿讷西第三县。

## 人口

1962-2008年间阿尔戈奈人口变化图示

阿尔戈奈于2022年1月1日时的人口数量为3713人。

## 友好城市
- 法國 莱韦克堡